# 邱达雄
邱达雄（1943年—)，廣東省汕頭人，中共黨員，1961年8月參加工作，中國人民解放軍少將軍銜。

## 簡歷
曾任解放軍某師作戰訓科科長丶第十屆全國人大代表丶2001一2004年任廣西軍區司令員兼軍區黨委書記，期間曾指挥驻广西解放军和武警部队抗洪抢险工作，並于2004年退仼廣西省軍區司令職務，由时仼廣西省軍区副司令員辛榮國少將接任廣西軍區司令员職務。